# Аккерманський санджак
Аккерманський санджак  — адміністративно-територіальна одиниця (санджак) Османської імперії, що була частиною спочатку Румелійського, а потім Сілістрійського еялетів. Створено 1538 року. Припинив існування 1812 року внаслідок поразки османської імперії у війні проти Російської імперії.

## Історія
У 1484 році османські війська захопили в князівстві Молдавія місто Четататє-Албе (колишні, Тіра, Білгород, Фаріевр,Мон-Кастро) і фортецю з навколишніми землями. Білгород (Четататє-Албе) вони перейменували на Аккерман.
У 1486 році цю ситуацію було закріплено угодою між Молдавією та Османською імперією. З цього часу диван (османський уряд) розглядав Аккерман як військово-стратегічний пункт, який виконував роль аванпостного укріплення між санджаками. До 1487 року проведено відновлювальні роботи, внаслідок чого посилено фортецю.
Спочатку мав статус субашлику увійшла до складу Сілістрійського санджаку Румелійського бейлербейства. 1538 року субашлик було перетворено на санджак в складі Румелійського еялету. 1566 року з огляду на стратегіну важливість фортеці Тигін його виокремлено з Аккерманського санджаку й перетворено на самостійний санджак у складі Сілістрійського еялету. 1590 року Аккерманський санджак увійшов до складу еялету Сілістрія. З 1593 року тут час від часу розташовувалася резиденція правителя еялету.
У 1700—1730 роках входив до складу Кафинського еялету. За цим повернувся до Сілістірйського еялету. У 1770 році фортеція і санджак Аккерман вперше були захоплені російським військом. Протрималися росіяни в Відповідно до Кючук-Кайнарджійської мирної угоди землі санджаку було повернуто османам у 1774 році. У 1789 році місто без бою було захоплене великим загоном донських козаків та єгерським корпусом, яким керував Михайло Кутузов. Наступного року Кутузова призначили комендантом фортеці. Але знову його довелося повертати. Рештки санджаку було захоплено у 1790 році. Відповідно до Ясської угоди підписаної у 1791 році територія Аккерманського санджаку вдруге повернуто Османській імперії. Згідно з угодою, кордон між Російською та Османською імперією пройшов по річці Дністер. Аккерманський санджак припинив існування 1812 рок, коли за Бухарестським мирним договором південь Бессарабії до річки Дунай перейшов під владу Російської імперії.

## Адміністрація
Аккерманський санджак об'єднував значні території між Дунаєм та Дністром. Його кордон проходив від пункту Декілташ по правому берегу річки Карадере до оз. Ботос, північному заході він охоплював форт Юргач (Яні-Хісар), де була важлива переправа через Дністер.
За повідомленням Евлія Челебі, залога фортеці нараховував 10 тис. воїнів. Місцеву адміністрацію Аккерманського санджаку складали бей з XVIII ст. мав ранг двобунчужного паши), комендант — ага азабів (командир піхоти ополченців), бешли-ага (командир легкого кінного війська), кетхюда сіпагієв (командир воїнів-вершників, які володіли леном), начальник яничар (регулярного султанського піхотного війська), начальник митниці, мухтасіб-ага (наглядач за цінами на базарах), капудан, тютнджі, кафеджі, башчауша, сеіш-баші та представник духовенства — кадій (суддя).
Санджак ділився на 3 кази на чолі з кадіями, що отримували 300 асперів на м сяць. До 1566 року до складу санджака сходили нахіє: Аккерман, Тигін, Кілія, Ізмаїл, Тимар-Ова, Татарбунари. З 1566 року — Аккерман, Кілія, Ізмаїл, Тимар-Ова, Татарбунари.

### Відомі санджакбеї
- Гасан-бей (1560-ті роки)
- Тагір-паша (?—1806)

## Населення
В містах переважали мусульмани. У містах серед християн переважали греки, вірмени, молдовани, українці, цигани, росіяни-старообрядци, частково гагаузи і болгари; в селах — майже виключно молдовани, українці, росіяни-старообрядці. До приходу на ці землі російської імперії існували кочові племена ногайських татар на чолі з мурзами.

## Економіка
Аккерман був центром контролю за торгівлею на узбережжі Чорного моря. Протягом 2-ї пол. XVI—XVII ст. аккерман був важливим торговельним центром й портом. Податки які збиралися з райя (християнського населення) йшли на утримання гарнізонів фортеці. Територія санджаку була поділена серед мусульман-вояків на 14 тімарів та 6 зеаметів.